# Amyntas I van Macedonië
Amyntas I (Amintas I), was koning van Macedonië van 547 tot 498 v.Chr., uit het huis der Argeaden. Hij was de negende koning van Macedonië en een directe afstammeling van Perdiccas I van Macedonië en een zoon van Alcetas I van Macedonië. Hij was de vader van de veel bekendere Alexander I van Macedonië en is vooral bekend om het feit dat de Perzen hem om de onderwerping van Macedonië vroegen, wat door Amyntas I echter werd voorkomen. Hij verkreeg zijn positie op vreedzame wijze en werd ook op vreedzame wijze opgevolgd en vermoedelijk was zijn regering een van grote bloei.